# Berawang Gading
Berawang Gading is een bestuurslaag in het regentschap Aceh Tengah van de provincie Atjeh, Indonesië. Berawang Gading telt 630 inwoners (volkstelling 2010).